# Mutis
Mutis är en ort i Colombia.   Den ligger i departementet Chocó, i den nordvästra delen av landet, 400 km väster om huvudstaden Bogotá. Mutis ligger 6 meter över havet och antalet invånare är 3 079.
Terrängen runt Mutis är kuperad. Havet är nära Mutis norrut. Runt Mutis är det glesbefolkat, med 11 invånare per kvadratkilometer. Det finns inga andra samhällen i närheten. I omgivningarna runt Mutis växer i huvudsak städsegrön lövskog.